# Microbilă
Microbilele sunt particule de plastic de formă sferică ce au dimensiunea maximă de cinci milimetri.
Produsele principale care conțin microbile sunt exfoliantele, pasta de dinți și gelurile de duș. Micile particule de plastic sunt adăugate pentru a produce efectul de exfoliere. Deseori sunt realizate din polietilenă, polipropilenă sau poliestern, materiale care nu sunt biodegradabile și se pot acumula în mediile marine naturale.